# イキン・チャン・カウィール
イキン・チャン・カウィール（Yik'in Chan K'awiil、この名前はおそらくは「空を暗くするカウィール」という意味であると解釈されている； fl. 734年 – 766年頃）は古典期後期のペテン盆地地域（現在のグアテマラ）にあったティカルを中心とするマヤ文明の都市国家の第27代目の統治者（アハウ）。
 
ティカルの統治者の中でも成功した拡張主義的な一人で、父ハサウ・チャン・カウィール1世より獲得した政治的権力を確固たるものとした。
マヤ文字の解読が進む以前、名前の読みが判明するまでは Tikal Ruler B として研究者に知られていた。

## 経歴
イキン・チャン・カウィールの在位中、ティカルでは多数の建造物が造られ、彼の命によって建築ないし増築された建造物が現在でもいくつも残っている。
736年にカラクムルを、743年と744年にはカラクムルと同盟を結んだ2つの都市をそれぞれ征服。西はエル・ペルー、東はナランホまで、以前にこの地域を牛耳っていた権力関係を破壊せしめた。
彼の第一夫人はラカムハ（パレンケ）の姫であった。彼女の個人名は不明であるが、ヤシュ・アハウ・ショック夫人（Lady Yax Ahau Xoc）という儀礼的称号は判明している。
イキン・チャン・カウィールの墓所の正確な位置は不明であるが、しかし強固な考古学的類似が墳墓116（彼の父が葬られた場所）と墳墓196の間にあり、第2神殿のすぐ南の小ピラミッドの中に位置し、Str. 5D-73として表され、後者がおそらくイキン・チャン・カウィールの墓であると示される。
他に可能性のある場所としては葬儀の神殿である第4神殿および第6神殿が候補に挙げられる。